# Józef Bielak
Józef Bielak  herbu Bielak (ur. 1741 w Łowczycach pod Nowogródkiem, zm. 11 czerwca 1794) – generał major wojsk litewskich, członek Sztabu Generalnego Wojska Wielkiego Księstwa Litewskiego w 1792 roku, Tatar litewski, muzułmanin. 
Tatar litewski ze starej rodziny tatarskiej w Rzeczypospolitej Obojga Narodów – był synem Osmana i Reginy z Rudnickich. W 1761 został rotmistrzem w pułku gen. Czymbaja Murzy Rudnickiego, który to pułk był przydzielony do dworu saskiego do 1764 roku. Walczył w armii saskiej na Śląsku, w Saksonii i w Czechach w czasie wojny siedmioletniej. W 1763 został awansowany na pułkownika. Rok później został dowódcą 4 Pułku Litewskiego Przedniej Straży. W czasie konfederacji barskiej walczył po stronie konfederatów, pod komendą Kazimierza Pułaskiego przeciwko Rosjanom. W 1771 przeszedł jednak na stronę króla. Jednak już wkrótce powrócił do konfederatów i wziął udział w bitwie pod Stołowiczami. W 1772 został generałem majorem wojsk litewskich. Po upadku konfederacji powrócił do Koszoł, które w 1763 nadał mu król August III za zasługi wojenne. W latach 1788–1789 tłumił bunty chłopskie na Ukrainie. Odznaczył się w wojnie polsko-rosyjskiej 1792, dowodząc litewskim korpusem straży przedniej. Brał udział m.in. w bitwach pod Mirem, Zelwą i pod Brześciem. Był jednym z najzdolniejszych dowódców polskich tej kampanii. Odznaczony Krzyżem Kawalerskim Orderu Virtuti Militari.
W czasie insurekcji kościuszkowskiej (1794) stanął na czele korpusu litewskiego sformowanego w Grodnie. Zmarł z przyczyn naturalnych podczas trwania powstania. Został pochowany na mizarze w Studziance. 
Z dwóch małżeństw miał trzynaścioro dzieci. Z Urszulą z Łosiów miał syna Abrahama, zaś z Kunegundą z Tuhan-Baranowskich: Samuela – podpułkownika, Mustafę – rotmistrza, Machmeta – porucznika, Albrychta – porucznika, Osmana – chorążego, Solimana – porucznika, Bohdana (zginął w powstaniu listopadowym), Bekiera, Eliasza, Elżbietę, Ewę i Felicjannę.

## Literatura dodatkowa
- Stanisław Kryczyński: Bielak Józef. W: Polski Słownik Biograficzny. T. 2: Beyzym Jan – Brownsford Marja. Kraków: Polska Akademia Umiejętności – Skład Główny w Księgarniach Gebethnera i Wolffa, 1936, s. 32–33. Reprint: Zakład Narodowy im. Ossolińskich, Kraków 1989, ISBN 83-04-03291-0